# Classification (science de l'information)

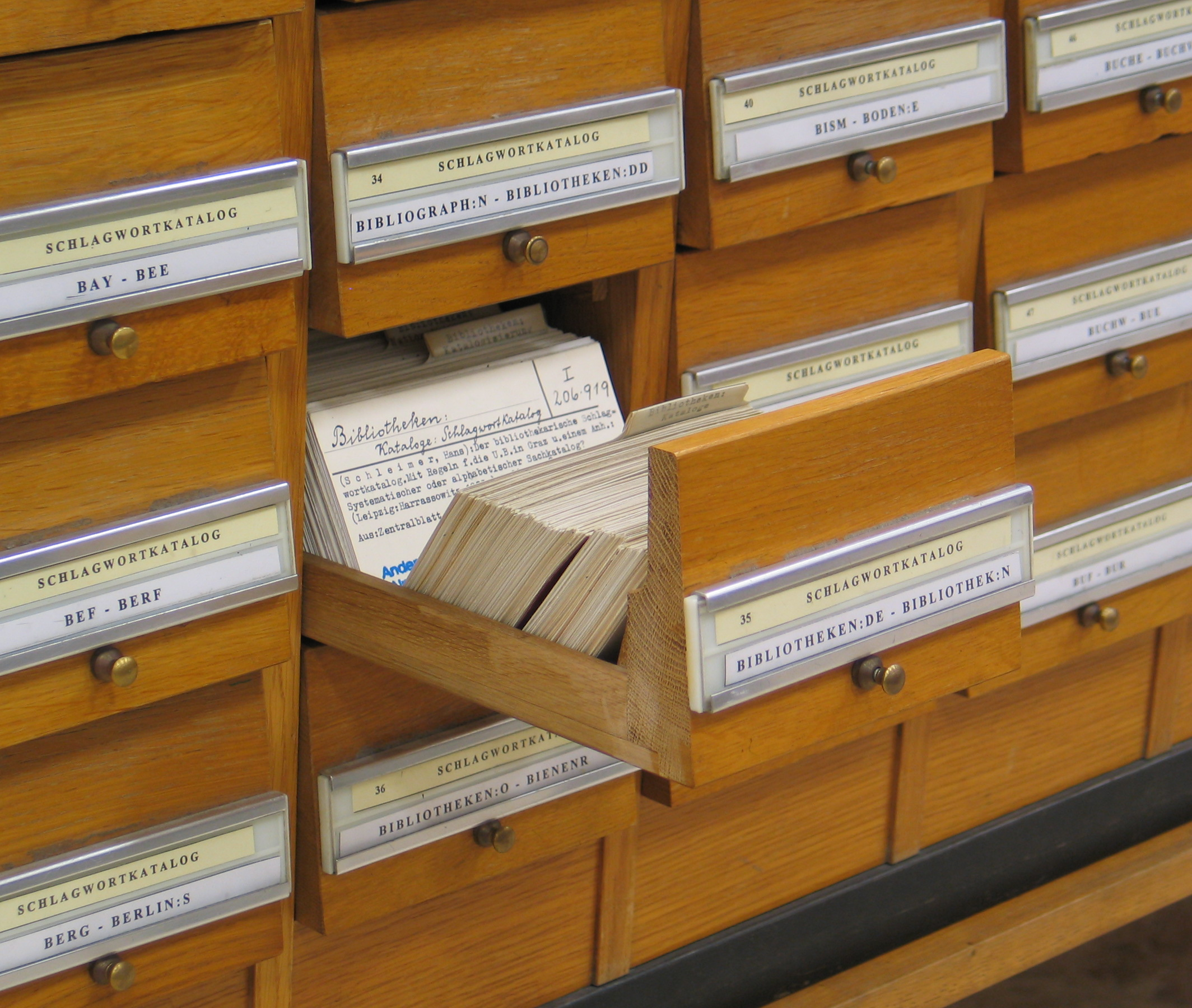
Le catalogue des sujets de la Bibliothèque de l'université de Graz (Autriche).

Les classifications bibliographiques, telles que celles mises en œuvre dans les bibliothèques, ont été les premiers outils d'organisation thématique des ouvrages. Ces systèmes de classification « permettent de représenter de façon synthétique le sujet d'un document, et de regrouper les ouvrages sur les rayons par affinité de contenu ».
Un domaine de la connaissance est découpé en sous-domaines, ce qui conduit :
- d'une part, à élaborer un système d'organisation des connaissances qui témoigne, pour une époque donnée, de l'état d'avancement des connaissances ;
- d'autre part, à proposer un outil permettant d'étiqueter et de classer les objets – ici les documents d'une bibliothèque – en rapport avec un domaine de la connaissance[2].

Tout système de classification bibliographique comporte certains éléments essentiels :
- Un schéma détaillant les grandes lignes du système ;
- Des tables, très développées, présentant les principales classes, divisions et subdivisions ;
- Un index alphabétique de matières regroupant les sujets dispersés dans la classification[3].

Il existe différentes classifications encyclopédiques et par domaines d'activité ou disciplines utilisées à travers le monde dans diverses bibliothèques, services d'archives, musées ou services documentaires. La mise à disposition de ressources sur internet fait évoluer fortement les outils d'accès de type classificatoire.
La division des ouvrages de la bibliothèque d'Alexandrie en catégories (rhétorique, droit, épopée, tragédie, comédie, poésie lyrique, histoire, médecine, mathématiques, science naturelle et miscellanées) représente la première tentative rigoureuse d'organisation du savoir au sein d'un modèle universel.

## Les classifications célèbres
Parmi les méthodes de classification issues du monde des bibliothèques, on citera les suivantes :
- Classification décimale de Dewey (CDD) ;
- Classification décimale universelle (CDU), issue de la CDD ;
- BBK, classification à point de vue marxiste-léniniste, issue de la CDU, en usage du temps de l'URSS ;
- Classification de la Bibliothèque du Congrès (LCC) ;
- Cotation Clément, utilisée jusqu'au début de 1997 à la BnF ;
- Classification à facettes de Ranganathan ;
- Principes de classement des documents musicaux (PCDM) ;
- Classement Freinet ;
- Cadre de classement  organisation archivistique de séries primaires dans un dépôt ou service d'archives ;
- Classification de Bordeaux, classification de bibliothèques juridiques françaises ;
- Classification des Nations unies, classification des documents officiels publiés par l'ONU.

## Notation
La notation est l’un des éléments les plus importants des systèmes de classification bibliographique. Elle se constitue d’un ensemble de symboles utilisés pour identifier les classes, les divisions et les subdivisions du système. La notation peut être pure, c’est-à-dire qu’elle est composée seulement de symboles numériques, comme dans la Classification décimale de Dewey, ou seulement de symboles alphabétiques, comme dans la Bibliographic Classification de Bliss. La notation peut également être mixte, c’est-à-dire qu’elle est composée de symboles alphanumériques, comme dans la Classification de la Bibliothèque du Congrès, qui utilise à la fois des lettres de l’alphabet latin et des chiffres. Auparavant, la notation se limitait aux lettres et aux chiffres, mais avec l’arrivée de la Classification décimale de Dewey, les signes de ponctuation y ont été intégrés.
La notation, dans son élaboration, doit présenter certaines caractéristiques. Elle se doit d’être aussi économique que possible, en utilisant un nombre très limité de symboles. Elle se doit aussi d'être extensible, pour permettre l’intégration de nouveaux sujets à travers le système de classification. L'extensibilité fait en sorte que les documents occupent une place relative, et non fixe, dans les rayonnages.

### Exemples de notation dans les systèmes de classification

#### Classification décimale de Dewey (CDD)
Le schéma de la première édition du système de Classification décimale de Dewey de 1876 est repris d’une classification élaborée par William Torrey Harris, qui avait réparti l’ensemble des connaissances en dix classes principales, avec des divisions variables selon les classes. Cependant, ce qui a fait le succès du système de Dewey, est l’intégration de la notation décimale. Cette notation a pour avantage d’utiliser seulement des symboles numériques pour représenter les classes, divisions et subdivisions ; les chiffres étant universels, le système a connu une grande popularité à travers le monde. Aussi, cette notation est extensible, car la décimalisation des symboles permet d’introduire de nouvelles notions facilement.

#### Classification de la Bibliothèque du Congrès (LCC)
La Bibliothèque du Congrès a opté pour une notation mixte dans son système de classification. Elle utilise des lettres de l’alphabet latin et des chiffres. Les classes principales sont désignées par des lettres majuscules simples, alors que les divisions sont désignées par des lettres majuscules doubles ou triples. Les subdivisions, pour leur part, sont désignées par un nombre entier allant de 1 à 9999. Ces nombres peuvent également être suivis de décimales ; celles-ci ont été intégrées pour assurer une certaine extensibilité du système.

#### Classification de la National Library of Medecine (NLM)
Cette classification suit la même notation que celle de la Bibliothèque du Congrès, car elle a été élaborée pour remplacer la partie médicale de la LCC. La notation est composée de lettres majuscules et de chiffres et comporte un maximum de cinq éléments. Elle est également moins hiérarchisée que dans les autres systèmes de classification.

#### Principes de classement des documents musicaux (PCDM)
Les documents musicaux sont maintenant classés selon une classification élaborée par l’Association pour la coopération des professionnels de l’information musicale. Tout comme la CDD, cette classification utilise une notation décimale et est strictement utilitaire. Elle est mise à jour régulièrement et en est à sa quatrième version, la PCDM4.

## Cotation
Pour classer les documents dans les rayonnages, il faut d’abord procéder à une analyse. Cette analyse permet d’attribuer une place aux documents dans le système de classification. Pour ce faire, il faut d’abord trouver le sujet principal et les sujets secondaires, puis déterminer leur place dans une classe et dans l’une de ses subdivisions.
L'analyse du livre de Marius-François Guyard, La Grande-Bretagne dans le roman français de 1914 à 1940, ressemblerait à ceci :
1. Sujet principal : Roman français
2. Sujets secondaires : (1) Grande-Bretagne (2) 1914 – 1940
3. Classe (Dewey) : 840 (Littérature française)
4. Subdivision (Dewey) : 843 (Roman français)[13]

La subdivision est inscrite dans la notation au moyen d’un indice principal, qui s’applique à tous les documents traitant du même sujet. Cet indice n’est toutefois pas suffisant pour individualiser le livre dans le rayonnage. La marque du livre peut alors être ajoutée sous l’indice. Cette marque est alphabétique ou numérique, et correspond, la plupart du temps, aux trois premières lettres du nom de famille de l’auteur ou aux trois premières lettres du titre du livre. Ainsi, le rassemblement de l’indice et de la marque du livre compose la cote.
La cote Dewey du livre de Marius-François Guyard, La Grande-Bretagne dans le roman français de 1914 à 1940, pourrait ressembler à ceci :
1. Indice : 843 (Roman français)
2. Marque :  GUY (Guyard)[13]